# William Henry Vanderbilt III
William Henry Vanderbilt III (New York, 24 november 1901 - Williamstown (Massachusetts), 14 april 1981) was een lid van de steenrijke Amerikaanse familie van Nederlandse afkomst Vanderbilt. Hij was naast ondernemer ook gouverneur van Rhode Island.
Hij was de zoon van Alfred Gwynne Vanderbilt en Ellen French. Zijn ouders scheiden in 1908 en door het hertrouwen van zijn vader kreeg hij twee halfbroers, namelijk Alfred Gwynne Vanderbilt II en George Washington Vanderbilt III. In 1915 ging zijn vader ten onder met de torpedering van het schip de Lusitania, waardoor hij een fonds van 5 miljoen dollar erfde en een landgoed annex boerderij genaamd "Oakland Farm" met 1,8 vierkante kilometer gelegen in Portsmouth op Rhode Island. Dit landgoed werd zijn woonplek en hij fokte daar ook paarden. Hij diende in de Eerste Wereldoorlog bij de marine. In 1925 begon hij een busonderneming (Automotive Transportation Company) tussen Newport and Providence, die binnen een paar jaar flink uitbreidde en actief was in New York en alle staten in New England.
Hij trouwde met Emily O'Neill Davies in New York op 1 november 1923 en samen kregen ze een dochter Emily Vanderbilt bijgenaamd "Paddy". Hun huwelijk was echter niet goed en ze scheidden uiteindelijk in 1928. Nadien hertrouwde hij met Anne Gordon Colby.
Als lid van de Republikeinse Partij van Amerika was hij in 1928 afgevaardigde op de conventie namens Rhode Island en werd tevens in dat jaar in de Senaat van Rhode Island gekozen. Hij had daarin 6 jaar zitting totdat hij zijn zieke vrouw wilde bijstaan. In 1939 werd hij gekozen als gouverneur van Rhode Island. In 1941 echter werd hij niet herverkozen door gebrek aan partijsteun en trad wederom in dienst bij de Amerikaanse Marine nu Amerika in oorlog was gekomen. Hij bereikte de rang van kapitein en diende in de Panamakanaalzone. Nadien trok hij zich terug op een boerderij in Williamstown in de staat Massachusetts waar hij uiteindelijk op 79-jarige leeftijd aan kanker overleed.
- Gemeinsame Normdatei: 1176713582
- International Standard Name Identifier: 0000 0000 3974 0816
- Library of Congress Control Number: n93023596
- SNAC: w6vx4h0m
- Virtual International Authority File: 1677882
- WorldCat: E39PBJyMkt3YFrTPBYCb4r3bBP